# عروس آتش
عروس آتش فیلمی به کارگردانی خسرو سینایی در سال ۱۳۷۸ است. فیلم‌نامه آن را خسرو سینایی و حمید فرخ‌نژاد نوشتند و در جنوبِ ایران فیلم‌برداری شد. عروس آتش جایزه‌های سینمایی بسیاری کسب کرد.
عروس آتش به سنّت‌های عشیره‌ای در جنوب ایران، ازدواج اجباری و خودسوزی می‌پردازد که نام فیلم نیز برگرفته از همین صحنه است.

## داستان فیلم
احلام (با بازی غزل صارمی)، دختری عرب خوزستانی که از کودکی زادگاهش را ترک کرده و به اهواز آمده، اکنون سال آخر پزشکی را در دانشگاه سپری می‌کند. او که به حکم قوانین عشیره اش باید به همسری پسر عمویش فـَرحان (با بازی حمید فرخ‌نژاد)درآید، عاشق استادش پرویز (با بازی مهدی احمدی)ـ است و استاد نیز دل در گرو عشق او دارد. احلام گرچه تفکر عشیره‌ای را غیرقابل انکار می‌شمارد، نمی‌خواهد با پسرعموی ماهیگیر و بی سوادش که به قاچاق کالا مشغول است ازدواج کند. او که از دو سالگی پس از مرگ پدر همراه مادرش به شهر آمده، تصمیم می‌گیرد برای صحبت کردن در این مورد به زادگاهش برود. احلام و فرحان که تاکنون همدیگر را ندیده‌اند یکدیگر را می‌بینند و احلام طی گفتگویی صریح با فرحان به او می‌گوید که قادر نیست در شرایطی که کس دیگری را دوست دارد، همسر او شود. فرحان که از گفتگوی احلام سخت رنجیده، همچنان احلام را نامزد خود می‌داند و در صورت عدم تمکین، حکم قتل او را براساس سنتی دیرینه در قبیله‌اش، تکلیف خود می‌داند. احلام همچنین با خاله هاشمیه (با بازی سلیمه رنگزن) صحبت می‌کند و او را متقاعد می‌کند که این سنت قدیمی در دوران حاضر دیگر معنایی ندارد. خاله به حمایت از او برمی‌خیزد ولی خانواده فرحان در ازدواج آنها اصرار دارند. پرویز با کمک وکیلی (با بازی سعید پورصمیمی) تلاش می‌کند تا راهی برای این معضل پیدا کند ولی با موجی از مخالفت‌ها روبرو می‌شود. فشارهای عشیره باعث می‌شود تا احلام به اجبار با ازدواج موافقت کند. در شب عروسی آن دو، خاله با کارد، فرحان را از پای درمی‌آورد و احلام نیز در آتشی که خود در اتاق حجله اش برافروخته، می‌سوزد.

## بازیگران
- حمید فرخ‌نژاد
- سعید پورصمیمی
- مهدی احمدی
- سلیمه رنگزن
- علی مردانه
- غزل صارمی

## جایزه‌ها
- تقدیرنامه هیئت داوران فدراسیون بین‌المللی انجمن‌های فیلم در جشنواره بین‌المللی فیلم کارلوی واری (دوره سی و پنجم) برای بهترین فیلم (قاسم قلی پور)
- جشنواره جشن خانه سینما (دوره چهارم، ۱۳۷۹): بهترین فیلمنامه (خسرو سینایی)، بهترین فیلمنامه (حمید فرخ‌نژاد)، بهترین فیلم (قاسم قلی پور)، نقش اول مرد (حمید فرخ‌نژاد) بهترین کیفیت لابراتواری برای استودیو بدیع[۳]
- جشنواره بین‌المللی فیلم کارلووی واری (جمهوری چک) سال ۲۰۰۰، Don Quijote Award - Special Mention (خسرو سینایی)

| جشنواره                                    | قسمت                       | نامزد                      | نتیجه    | جایزه        |
| ------------------------------------------ | -------------------------- | -------------------------- | -------- | ------------ |
| هجدهمین جشنواره فیلم فجر                   | فیلم برگزیده تماشاگران     | قاسم قلی‌پور - حمید فرخ‌نژاد | برنده    |              |
| هجدهمین جشنواره فیلم فجر                   | بهترین بازیگر نقش مکمل مرد | حمید فرخ‌نژاد               | برنده    | سیمرغ بلورین |
| هجدهمین جشنواره فیلم فجر                   | بهترین بازیگر نقش مکمل زن  | سلیمه رنگزن                | نامزدشده | دیپلم افتخار |
| هجدهمین جشنواره فیلم فجر                   | بهترین فیلمنامه            | حمید فرخ‌نژاد - خسرو سینایی | برنده    | سیمرغ بلورین |
| هجدهمین جشنواره فیلم فجر                   | بهترین تدوین               | هایده صفی‌یاری              | نامزدشده |              |
| سی و پنجمین جشنواره فیلم کارلووی واری ۲۰۰۰ | بهترین بازیگر مرد          | حمید فرخ‌نژاد               | برنده    | گوی بلورین   |